# Danny Carey
Daniel Edwin "Danny" Carey (født 10. maj 1961 i Lawrence, Kansas) er en amerikansk musiker bedst kendt for hans arbejde som trommeslager i rock-bandet Tool. 

## Liv
Careys første møde med trommerne var i en alder af 10 år, da han gik ind i skoleorkestret og tog privattimer på lilletrommen. To år senere begyndte Carey at øve sig på trommesæt. Da han var på sit sidste år af high school i Paola i Kansas, blev Carey medlem af skolens jazzband og begyndte at studere under trommeslageren Ben Kelso specielt for at blive øvet i jazztrommeslagning. Jazz skulle senere spille en stor rolle i hans særegne indgang til trommesættet i rocksammenhæng. Da Carey udviklede sig gennem high school og senere college ved University of Missouri–Kansas City, begyndte han at udvide sine studier i percussion med teori inden for principperne i geometri, naturvidenskab og metafysik såvel som dykke ned i hellig geometri og visse skjulte aspekter at livet og det okkulte. Carey spillede også jazz, da han gik på college og oplevede i den periode jazzscenen i Kansas City.
En ven og medspiller overbeviste Carey om at forlade Kansas til fordel for Portland, Oregon, hvor han spillede kortvarigt i forskellige klubber før han rejste til Los Angeles, Californien efter college hvor det lykkedes ham at blive studietrommeslager for Carole King og optræde live med Pigmy Love Circus. Han spillede også i Green Jellÿ som Danny Longlegs og optog albummet Cereal Killer. Han fandt senere til bandet Tool efter at han kom til at kende sanger Maynard James Keenan og guitarist Adam Jones og øve med dem i stedet for trommeslagere, som de to havde forespurgt, men som aldrig var dukket op. Udover Tool fandt Carey også tid til andre projekter, nye og gamle, så som Pigmy Love Circus, VOLTO! og ZAUM.

## Religiøs overbevisning
Selvom Carey ikke officielt har ytret sig om sit filosofiske og reliøse ståsted, har han vist en stor interesse og forståelse for de magiske videnskaber, blandt disse forskellige okkulte tilgange. Enochiske symboler, geometrisk design og specielle symbolske perkussive redskaber ses på og i hans trommeudstyr. Han samler desuden på førsteudgaver af Aleister Crowley-bøger såvel som på bøger af en af Crowleys mere påhitsomme elever, Kenneth Grant.

### Geometrisk design
Carey gør krav på forskellige trommeteknikker, der bruger hellige geometriske figurer såsom det unikursale hexagram. Det endelige resultat er meget genkendeligt, flydende trommespil, selvom det for ham er meget mere: Tools officielle hjemmeside hævder, at Danny bruger trommespillet som et ritual lignende okkulte ritualer, med formål der varierer fra spirituel udforskning til "a gateway [which] summoned a daemon he has contained…that has been delivering short parables similar to passages within The Book of Lies". En anden geometrisk reference fra hjemmesiden var inklusionen af Nothing in This Book Is True… af Bob Frissell på bandets liste over anbefalet læsning, en bog der beskæftiger sig med hellig geometri og den menneskelige bevidstheds udvikling.